# ㅿ
ㅿは、ハングルを構成する子音字母のひとつ。現在は使用されない古いハングル字母である。呼称はバンチウム（반치음、半歯音）・バンシオッ（반시옷、半歯音のシオッ、韓国）、バンシウッ（반시읏、北朝鮮（北朝鮮ではㅅをシウッ（시읏）と呼ぶため））などがある。有声歯茎摩擦音[z]の音価を持っていたと推定されている。
歴史的には、配列順は『訓民正音』当時は子音字母の最後に位置し、最初の「ㄱ」から濃音を含めなければ17番目、濃音も含めれば23番目であり、『訓蒙字会』では14番目であった。

## 音韻
訓民正音初声体系では不清不濁の半歯音に分類されており、訓民正音の世宗序では「半齒音如穰字初發聲」と規定されている。有声歯茎摩擦音[z]を表したと推定されている。現れる条件が決まっており、必ず有声音と有声音の間で使われた。
16世紀末頃には消失したと考えられ、その多くは子音の音価を失ってㅇで表される母音から始まる音節となった。/i/ または /j/ で始まることが多い。中には/ㅈ, ㅅ/のような子音に変化した単語もある。
漢字音表記では、中国語の日母に対応して使われた。
終声ㅿについては、『訓民正音解例』終声解に八終声法の終声字母としては挙げられていないが、不清不濁であるため、終声に用いれば「平上去声」となるとしており、また現代のような形態音素論的表記のためにㅿを終声字母として用いる例が挙げられており、また訓民正音以外の中期朝鮮語の資料でもㅿを終声字母として用いる例が見られる。中期朝鮮語における終声ㅿの音価は、ㅅに中和されるという扱いで、一般的に音価は[s]とされる。現代文法でㅅ不規則動詞に母音語尾がつくと、ㅅが脱落するのは、当時、語幹のㅅが母音に挟まれるとㅿとなっていたことに由来するが、この場合の中期朝鮮語での語幹末の終声ㅅは、形態音素論的表記では終声ㅿで表記されるところである。
この他、16世紀初頭に崔世珍によって編纂された諺解本の老乞大・朴通事には、各漢字の下に二種の字音がハングルで記されており、このうちの左側の音にも終声ㅿが用いられる例が見られるが、ここでは中期朝鮮語と異なり、韻母の舌尖母音の要素を表したものとされる。

## 字形
『訓民正音解例』制字解によると歯音のㅅと同様に歯の形に象った異体の字とされる。

## 名称の問題
古くは『訓蒙字会』（1527年）により「而（/zi/ズィ、現在の発音は이、イ）」と名付けられていたが、字母がその音価を失ったため、名付けられる適当な名称がなくなった。そこでその表された音の分類である「半歯音（バンチウム）」と呼ばれるようになった（半歯音に属する字母はㅿのみである）。しかし、それはあくまでも音の名称であって字母の名称にはふさわしくないという考え方があり、同じく歯の形を象り、音価も対照的な字母ㅅ（シオッ）の名称を使って、バンシオッ（半歯音のシオッ）との名称が広く使われている。しかし、これに対してシオッの音価と対照的であることが分かりやすいヨリンシオッ（여린시옷、音の弱いシオッ）などの名称をつかうべきだとの意見もあり、意見の一致をみていない。

## 文字コード
| 名称                     | 種類   | コード | HTML実体参照コード | 表示 |
| HANGUL LETTER BANSIOS    | 単体字 | U+317F | &#12671;           | ㅿ   |
| HANGUL CHOSEONG BANSIOS  | 初声用 | U+1140 | &#4416;            | ᅀ   |
| HANGUL JONGSEONG BANSIOS | 終声用 | U+11EB | &#4587;            | ᇫ     |